# 호세인 아스카리
호세인 아스카리(페르시아어: غلامرضا تختی, 1975년 3월 18일 ~ )는 이란의 은퇴한 프로 자전거 경기 선수이다.